# Baïse
La Baïse è un fiume della Francia sud-occidentale, affluente della Garonna, lungo 188 km. Nasce a Capvern, nel dipartimento degli Alti Pirenei, sul Plateau de Lannemezan, e sfocia presso Saint-Léger, nel Lot e Garonna.

## Etimologia
L'idronimo Baïse sarebbe d'origine pré-indo-europea, derivata dal basco-aquitano ibaia (fiume).

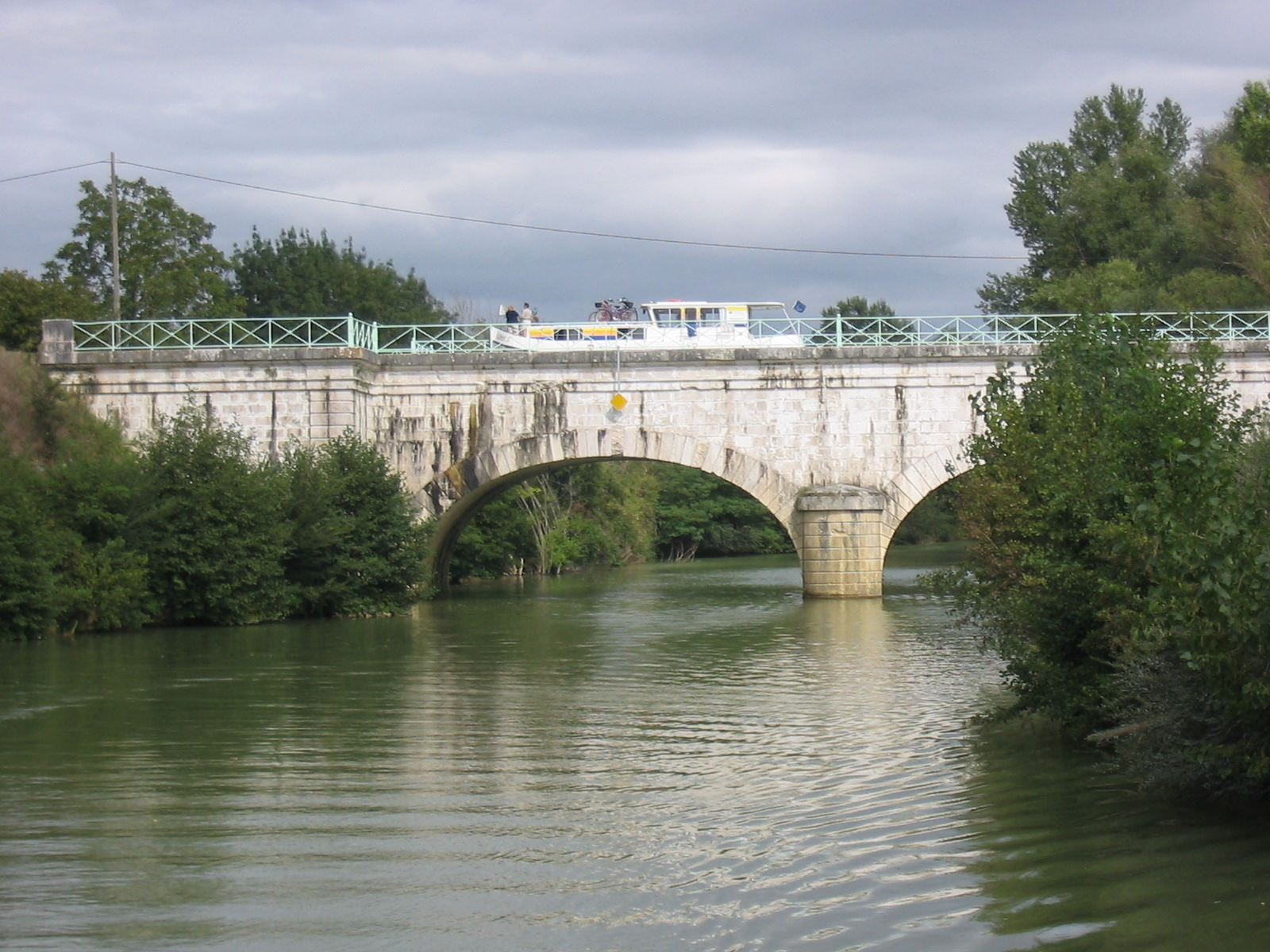
Il ponte-canale sulla Baïse a Vianne.

## Dipartimenti e principali comuni attraversati
- Alti Pirenei (65): Lannemezan, Trie-sur-Baïse
- Gers (32): Mirande, Valence-sur-Baïse, Condom
- Lot e Garonna (47) : Moncrabeau, Nérac, Lavardac, Buzet-sur-Baïse

## Principali affluenti
- Il Lizon :  13.7 km
- La Baïsole:  47.2 km
- La Petite Baïse:  74.8 km
- La Bèze:  9.2 km
- L'Auloue:  45.3 km
- La Gèle :  25.7 km
- La Gélise:  92 km
- Il Galaup:  9.8 km